# 플루트, 하프와 오케스트라를 위한 협주곡 (모차르트)

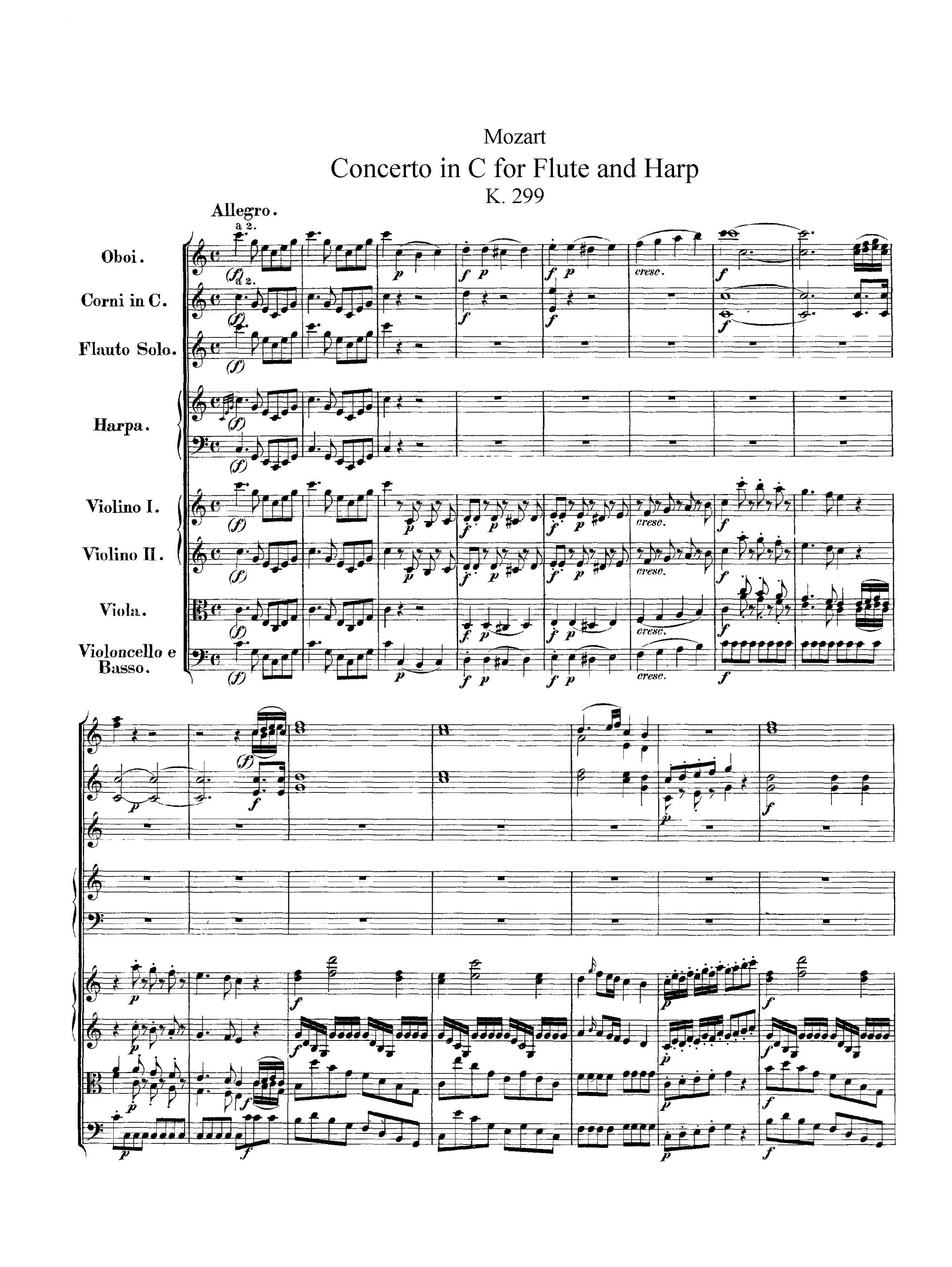

플루트, 하프와 오케스트라를 위한 협주곡 다장조(Concerto for Flute, Harp, and Orchestra, K.299)은 볼프강 아마데우스 모차르트가 1778년에 파리에서 작곡한 협주곡이다. 플룻을 연주하던 귀느 공작과 하프를 연주하던 그의 딸(의 결혼)을 위해 작곡된 곡이라고 전해진다. 이 곡에서 하프는 화려하게 기교적인 글리산도를 들려주지는 않는다. 모든 악장에 카덴차가 있는 것이 특징이다.

## 구성
구성은 다음과 같다.
- 알레그로 (Allegro)

전통적인 소나타 형식의 제시부에서 두 가지 테마를 즉시 발표한다. C장조의 제1주제는 바로 발표되고, 제2주제는 G장조이며, 플룻 연주로 시작된다. 이후 짧은 발전부가 들린다. 발전부가 끝난 후 재현부가 나타난다. 재현주에서는 제1주제뿐만이 아니라 제2주제도 C장조로 나타난다. 이후 카덴차와 코다가 즐겁게 나타난다.
- 안단티노 (Andantino)

F장조의 발전부가 생략된 소나타 형식으로 되어 있다. 제시부, 재현부 후에 카덴차가 들리고, 그 후헤 제1주제의 대한 코다가 있다.
- 론도, 알레그로 (Rondeau, allegro)

마지막 악장은 "론도"라고 불리니 당연히 론도 형식이다. A-B-A-C-A-B-A의 근대 론도형식이다. A가 3번째로 나타날 때 단조로 나타나는 것이 예외적이다.